# Леонардов, Борис Константинович
Борис Константинович Леонардов (1892—1939) — военный врач, специалист в области организации и тактики медицинской службы, доктор медицинских наук (1935), профессор (1931), бригврач.

## Биография
Родился 20 апреля 1892 года в городе Москве в семье служащего.
После окончания Московской гимназии поступил в 1911 году на медицинский факультет Московского университета, который окончил в 1918 году. Борису Константиновичу пришлось прервать обучение в университете и в 1915 году был призван в армию зауряд-врачом, в 1917 году продолжил обучение. После окончания медицинского факультета Московского университета Леонардов был удостоен звания лекаря с отличием. Борис Константинович Леонардов — участник Гражданской войны с августа 1918 года. Занимал различные военно-медицинские должности в Красной Армии: войсковой врач, помощник начальника Ростовского эвакопункта, был начальником отдела, затем помощником начальника санчасти Кавказского фронта. В 1923 году Борис Леонардов окончил Высшие академические курсы комсостава при Военной академии РККА.
В 1921—1931 годах Б. К. Леонардов работал в Главном военно-санитарном управлении, был на руководящей работе и одновременно преподавал военно-санитарное дело в Ростовском университете, Военной академии РККА имени М. В. Фрунзе и 1-м Московском медицинском институте. С 1931 года по 1939 год был начальником первой в Советском Союзе кафедры военных и военно-санитарных дисциплин Военно-медицинской академии в Ленинграде, где Борис Константинович внедрил много нового в методику организации и проведения медико-тактических занятий.
Борис Константинович Леонардов является автором более 130 научных и научно-популярных работ, в том числе учебников, учебных пособий и монографий, среди них наиболее известны «Организация медицинской помощи в поле» (1929), «Военно-санитарное дело» (1933), «Санитарная служба в войсковом районе» (1937).
Скончался 11 октября 1939 года, похоронен на Богословском кладбище Санкт-Петербурга.

## Труды
- Методика и техника оперативной работы войсковых санитарных начальников, М.— Л., 1930;
- Военно-санитарная служба в войсковом районе, М.— Л., 1931;
- Организация медицинской помощи в поле, М., 1931;
- Санитарная обработка, Тактика и техника санитарной службы, М., 1932;
- Санитарная служба в войсковом районе, М., 1934, 1937;
- Современные санитарно-тактические основы хирургической помощи, Вестн, хир., т. 58, кк. 3, с. 284, 1939;
- Санитарно-тактические основы хирургической помощи и лечения раненых в военное время, Материалы по воен.-полевой хир., под ред. H. Н. Бурденко п др., с. 5, М.— Л., 1940.